# Akustikusneurinom
Akustikusneurinom, även kallad ponsvinkeltumör, är en benign (godartad) tumör som utgår från schwannska celler i vestibularisdelen av nervus vestibulocochlearis.
Symptomen är ensidig hörselnedsättning, yrsel och ostadighetskänsla. Kan ge påverkan på kornealreflexen ipsilateralt.
Behandling innebär kirurgi, låg mortalitet men kan ge skada på nervus facialis samt hjärnstam och lillhjärna.